# Brian Clark (drammaturgo)
Brian Clark (Bristol, 2 giugno 1932 – 16 novembre 2021) è stato un drammaturgo e sceneggiatore britannico.

## Biografia
Nato a Bristol, Brian Clark studiò all'Università di Nottingham. Prolifico drammaturgo e sceneggiatore, ha scritto numerose opere teatrali andate in scena con successo a Londra e Broadway. Il suo maggior successo fu il dramma Di chi è la mia vita?, che gli valse il Laurence Olivier Award alla migliore nuova opera teatrale e una candidatura al Tony Award alla migliore opera teatrale.

## Filmografia parziale

### Televisione
- Creature grandi e piccole – serie TV, 1 episodio (1978)

### Cinema
- Di chi è la mia vita? (Whose Life Is It Anyway?), regia di John Badham (1981)

## Riconoscimenti
- Premio Laurence Olivier
  - 1978 – Migliore nuova opera teatrale per Di chi è la mia vita?
- Tony Award
  - 1979 – Candidatura per la migliore opera teatrale per Di chi è la mia vita?